# Позначення змінних зір
Позначення змінних зір — спеціальні позначення, які використовуються в астрономії для ідентифікації змінних зір. Подібно до позначень Баєра, позначення змінної зорі включає буквенно-цифровий ідентифікатор, після якого йде назва сузір’я у родовому відмінку. Буквенно-цифровий ідентифікатор може складатися з однієї або двох латинських літер або з літери V та числа. Прикладами є Z Жирафи, BY Дракона, V4650 Стрільця.

## Найменування
Поточна система найменувань:
- Зорі з існуючими позначеннями Баєра (малими грецькими літерами) не отримують нових позначень.
- У кожному сузір’ї перші відкриті змінні зорі позначають великими прикінцевими літерами латинського алфавіту від R до Z.
- Наступні змінні зорі сузір'я позначають дволітерними комбінаціями латинського алфавіту: від RR до RZ, потім від SS до SZ, далі від TT до TZ і так далі, до ZZ.
- Потім застосовують дволітерні позначення: від АА до AZ, від BB до BZ, від CC до CZ і так далі, поки не буде досягнуто QZ. Літеру J пропускають, як у першій, так і в другій позиції, бо ця система позначень розроблялась у Німеччині, де тоді використовувалась фрактура (різновид готичного шрифту), в якій важко було розрізнити "I" та "J".
- Наступні зорі позначають буквою V з подальшим номером, починаючи від 335: V335, V336 і так далі.

Друга літера ніколи не стоїть ближче до початку алфавіту, ніж перша. Наприклад, жодна зоря не може бути BA, CA, CB, DA тощо.

## Історія
На початку XIX століття було відомо небагато змінних зір, тому здавалося доцільним використовувати для них латинські літери. Оскільки дуже небагато сузір'їв містили зорі з позначенням Байєра кінцевими літерами латинської абетки, букву R було обрано як відправну точку, щоб уникнути плутанини як з позначеннями Байєра латинськими літерами (нині рідко використовуваними), так і з літерними спектральними класами. Хоча Лакайль використовував у кількох випадках прикінцеві літери від R до Z (наприклад, X Puppis = HR 2548), ці позначення були або виключені, або прийняті як позначення змінних зір. Зоря T Puppis була прийнята Аргеландером як змінна зоря і включена в Загальний каталог змінних зір під таким позначенням, але тепер класифікується як незмінна. 
Ця система найменування змінних зір була розроблена німецьким астрономом Фрідріхом-Вільгельмом Аргеландером. Поширена думка, що Аргеландер обрав літеру R від нім. Rot чи фр. Rouge (обидва слова означають «червоний»), оскільки багато змінних зір, відомих на той час, виглядали червоними. Однак слова самого Аргеландера це спростовують. 
До 1836 року навіть буква S використовувалася лише в одному сузір’ї Змієносця. Із появою фотографії кількість змінних швидко зростала, позначення змінних зір швидко досягли кінця алфавіту. Після того, як дві подальші додаткові системи (з подвійних літер) теж скінчились, запровадили числові позначення. 
Як і всім категоріям астрономічних об’єктів, назви змінним зорям надає Міжнародний астрономічний союз (МАС). Після Другої світової війни МАС делегував цю роботу Державному астрономічному інституту імені Павла Штернберга (ДАІШ) та Інституту астрономії Російської академії наук у Москві. ДАІШ публікує Загальний каталог змінних зір (General Catalog of Variable Stars, GCVS), який періодично (приблизно раз на два роки) поповнювали публікаціями нових списків позначення змінних зір (англ. Name-List of Variable Stars) у виданні International Bulletin on Variable Stars (IBVS).